# رباط صالح (النادرة)

تعديل مصدري - تعديل

رباط صالح هي إحدى قرى عزلة الفجرة بمديرية النادرة التابعة لمحافظة إب، بلغ تعداد سكانها 195 نسمة حسب تعداد اليمن لعام 2004.